# Julie Fowlis
Julie Fowlis (North Uist, 20 juni 1978) is een Schots zangeres, musicus en presentator. Ze zingt voornamelijk in het Schots-Gaelisch. Ze wordt gezien als een belangrijk ambassadeur en boegbeeld van Schots-Gaelische folkmuziek. Fowlis won diverse prijzen en zong twee songs voor de Disney-Pixarfilm Brave.

## Biografie
Fowlis groeide op in North Uist, een eiland in de Buiten-Hebriden voor de westkust van Schotland. In de omgeving waar Fowlis opgroeide werd naast Engels ook Schots-Gaelisch gesproken. Fowlis' moeder had Schots-Gaelisch als moedertaal. Als kind leerde Fowlis zingen, dansen en doedelzak spelen.
Ze studeerde muziek, hobo en althobo aan de Universiteit van Strathclyde en traditionele Schotse muziek en Schots-Gaelisch aan de onderwijsinstelling Sabhal Mòr Ostaig op het eiland Skye. In 2000 werd ze lid van folkgroep Dòchas. In 2005 bracht ze haar eerste solo-album uit.
Fowlis zet in haar muziek de tradities van Schots-Gaelische folkmuziek voort. Ze zingt veel oude songs uit haar geboortestreek en doet veel onderzoek naar traditionele muziek. Ze zingt voornamelijk in het Schots-Gaelisch en werkt veel met traditionele instrumenten zoals tinwhistle en doedelzak. In haar muziek komen verschillende traditionele genres aan bod, zoals puirt à beul of mouth music, waulking songs, jigs en reels.
Julie Fowlis werkt veel samen met haar echtgenoot en muzikale partner Éamon Doorley. Op haar albums heeft ze daarnaast samengewerkt met onder andere Chris Thile, Jerry Douglas, Eddi Reader, Mary Chapin Carpenter, Karine Polwart en Phil Cunningham.
Fowlis zong twee songs voor de Disney-Pixar film Brave (2012). In 2012 trad Fowlis op tijdens de Ryder Cup voor een publiek van honderden miljoenen televisiekijkers. Ze presenteerde programma's over folkmuziek, waaronder de BBC Radio 2 Folk Awards.
Fowlis wordt gezien als een belangrijke vertegenwoordiger van Schots-Gaelische folkmuziek en won diverse prijzen voor haar werk. Haar stem wordt omschreven als helder, expressief, zoet en zijdezacht. Ook hebben critici waardering voor haar vaardige spel en voor de muzikanten waar ze zich mee omringt.

## Discografie (selectie)

### Solo
- Mar a tha mo chridhe (2005)
- Cuilidh (2007)
- Uam (2009)
- Live at Perthshire Amber (2011)
- Gach sgeul - Every story (2014)
- Alterum (2017)

### Met anderen

#### Dòchas
- Dòchas (2002)
- An Darna Umhail (2005)
- TBC (2009)

#### Dual (metMuireann Nic Amhlaoibh)
- Dual (2008)

#### Allt
- Allt (2018)
- Allt Vol. II: Cuimhne (2024)

#### Spell Songs
- The Lost Words: Spell Songs (2019)
- Spell Songs II: Let the Light In (2021)

#### MetMary Chapin Carpenteren Karine Polwart
- Looking For The Thread (2025)

## Prijzen en onderscheidingen (selectie)

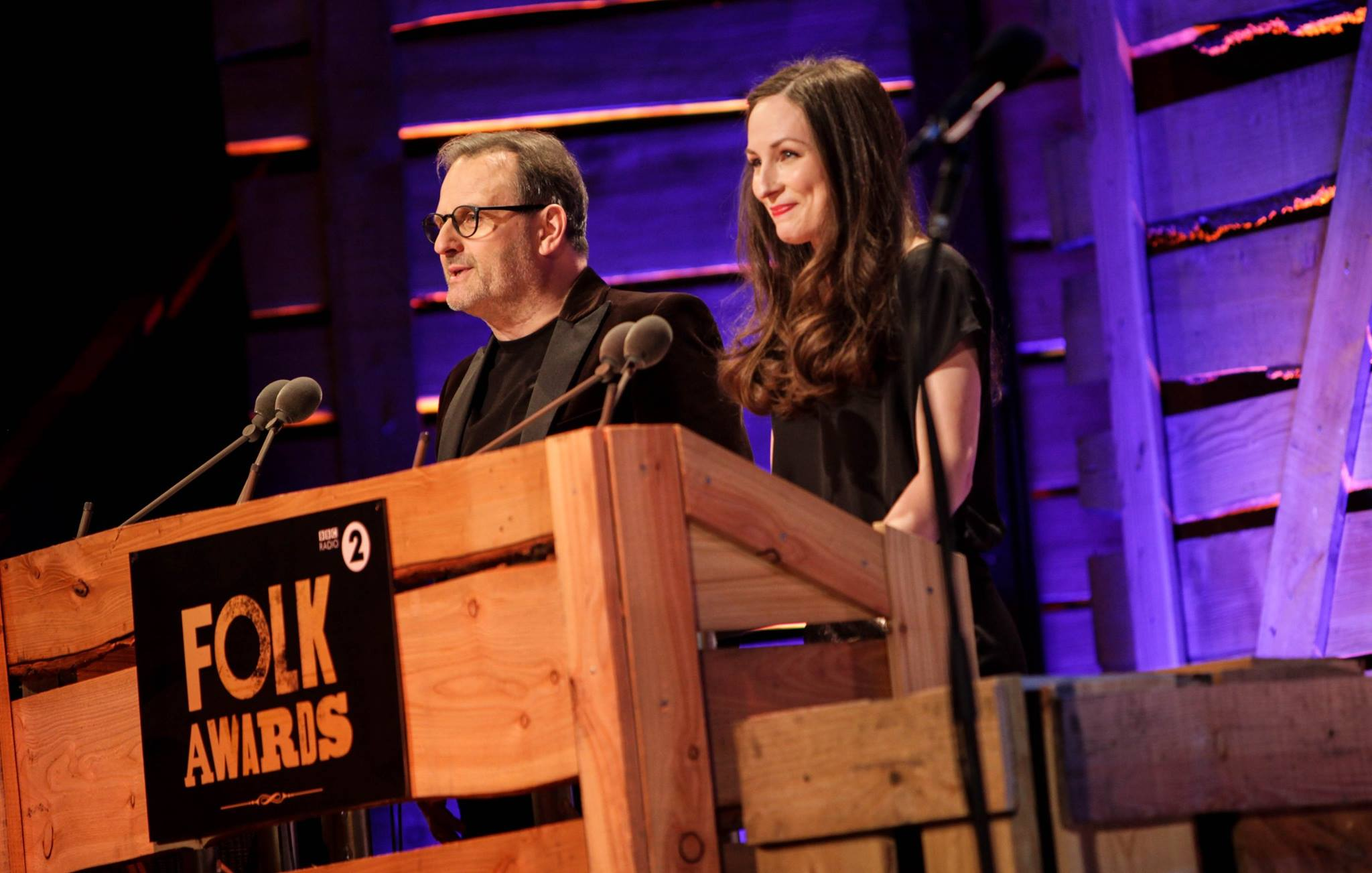
Julie Fowlis bij de uitreiking van de BBC Radio 2 Folk Awards in 2016.

- 2005: Scots Trad Music Award in de categorie Gaelic Singer of the Year
- 2006: BBC Radio 2 Folk Award in de categorie Horizon Award
- 2007: Scots Trad Music Award in de categorie Gaelic Singer of the Year
- 2007: Scots Trad Music Award in de categorie Album of the Year voor het album Cuilidh
- 2008: BBC Radio 2 Folk Award in de categorie Folk Singer of the Year
- 2010: Scots Trad Music Award in de categorie Album of the Year voor het album Uam